# フェスピック
フェスピック (FESPIC Games) は、かつて存在したアジアおよび太平洋地域の障害者スポーツの総合競技大会。現在のアジアパラ競技大会の前身である。フェスピックとは、極東・南太平洋身体障害者スポーツ大会を意味する英語名称、Far East and South Pacific Games for the Disabled の頭文字をとったものである。1975年から2006年まで9大会が開催された。欧米に比べて障害者アスリートの競技機会が限られていたアジア・太平洋地域において、中心的な地域別国際総合競技大会として機能した。

## 歴史
1974年、大分にある社会福祉法人太陽の家の創設者、中村裕が提唱したことが始まりである。中村は「パラリンピックの父」とされるルートヴィヒ・グットマンに汎太平洋規模の障害者スポーツの総合競技大会の構想を伝え、これに対してグットマンは既にパンアメリカン競技大会が存在したことから、対象地域を極東および南太平洋とすることを提案した。
第1回大会は1975年、皇太子・皇太子妃臨席のもと、グットマンを招いて大分県別府市で開催された。この大会には、車いすの四肢麻痺者だけでなく、視覚障害者、聴覚障害者、切断者、脳性麻痺者など、さまざまな障害をもつ選手が出場した。1999年にタイ、バンコクで開催された第7回大会は国際パラリンピック委員会の承認を受けた初のフェスピックとなった。さらに知的障害をもつ選手がこの大会から出場している。2003年12月には香港で第1回フェスピックユース競技大会が開催され、15か国から480人が参加した。
1990年代後半からの国際パラリンピック委員会における地域委員会創設の流れの中で、2001年にオセアニア地域、2002年にアジア地域をそれぞれ管轄する評議会が設立された。これを受けてアジア地域の障害者スポーツの統括団体を一本化する提案がなされ、2006年、フェスピック連盟はアジアパラリンピック評議会と合併、アジアパラリンピック委員会と改称した。これによってフェスピックは、史上最大規模で開催されたクアラルンプール大会が最後の大会となり、アジアパラ競技大会にその歴史が引き継がれることとなった。

## 大会一覧
| 回 | 期間   | 期間               | 開催都市         | 開催国         | 参加国 | 参加選手数 |
| 回 | 年     | 月日               | 開催都市         | 開催国         | 参加国 | 参加選手数 |
| -- | ------ | ------------------ | ---------------- | -------------- | ------ | ---------- |
| 1  | 1975年 | 6月1日～6月3日     | 別府             | 日本           | 18     | 973        |
| 2  | 1977年 | 11月20日～11月26日 | パラマッタ       | オーストラリア | 16     | 430        |
| 3  | 1982年 | 10月31日～11月7日  | 香港             | イギリス領香港 | 23     | 744        |
| 4  | 1986年 | 8月31日～9月7日    | スラカルタ       | インドネシア   | 19     | 834        |
| 5  | 1989年 | 9月15日～9月20日   | 神戸             | 日本           | 41     | 1646       |
| 6  | 1994年 | 9月4日～9月10日    | 北京             | 中国           | 42     | 2081       |
| 7  | 1999年 | 1月10日～1月16日   | バンコク         | タイ           | 34     | 2258       |
| 8  | 2002年 | 10月26日～11月1日  | 釜山             | 韓国           | 40     | 2199       |
| 9  | 2006年 | 11月25日～12月1日  | クアラルンプール | マレーシア     | 33     | 3641       |

## 実施競技
- アーチェリー
- 陸上競技
- バドミントン
- ボッチャ
- 自転車競技
- フェンシング
- ゴールボール
- 柔道
- ローンボウルズ
- パワーリフティング
- セーリング
- 射撃
- サッカー
- 競泳
- 卓球
- ボウリング
- シッティングバレーボール
- 車いすバスケットボール
- 車いすテニス

## 註
1. ↑  太陽の家, "FESPIC Federation: its Games and History (1)"
2. ↑  太陽の家, "FESPIC Federation: its Games and History (2) Archived 2011年12月10日, at the Wayback Machine."
3. ↑  太陽の家, "FESPIC Federation: its Games and History (4)"
4. ↑  太陽の家, "FESPIC Federation: its Games and History (5)"